# Rhaphidophora beccarii
Rhaphidophora beccarii (Engl.) Engl.  – gatunek wieloletnich, wiecznie zielonych reofitów z rodziny obrazkowatych, pochodzących z obszaru od Tajlandii do Malezji i Sumatry, zasiedlających lasy deszczowe. Komórki tych roślin posiadają 60 chromosomów tworzących 30 par homologicznych.